# レンベ島
レンベ島（レンベとう、インドネシア語: Pulau Lembeh、英語: Lembeh Island）は、インドネシア・スラウェシ島北東海岸沿いに浮かぶ島。スラウェシ島との間を隔てるレンベ海峡には色鮮やかな海洋生物が豊富に生息し、特に裸鰓類が有名。
ダイビングは年間を通して可能。特に視界が良いのは10月から12月までである。